# Districten van Peru
Peru is verdeeld in 25 regio's, die weer onderverdeeld zijn in 195 provincies, waarvan er één niet tot een regio hoort (Lima). 
De provincies zijn weer verdeeld in districten (Spaans: distritos). Er zijn 1874 districten (stand einde 2016), waarvan er ongeveer 200 deel uitmaken van een of andere stad (ciudad). De grootste en de kleinste districten zijn:
| UBIGEO | District                | Stad (ciudad)      | Provincie      | Inw.(2017) |
| ------ | ----------------------- | ------------------ | -------------- | ---------- |
| 150132 | San Juan de Lurigancho  | Lima Metropolitana | Lima           | 1 138 453  |
| 150135 | San Martín de Porres    | Lima Metropolitana | Lima           | 729 974    |
| 150103 | Ate                     | Lima Metropolitana | Lima           | 661 786    |
| 150110 | Comas                   | Lima Metropolitana | Lima           | 537 263    |
| 150142 | Villa El Salvador       | Lima Metropolitana | Lima           | 482 027    |
| 150143 | Villa María del Triunfo | Lima Metropolitana | Lima           | 465 735    |
| 150133 | San Juan de Miraflores  | Lima Metropolitana | Lima           | 415 870    |
| 070101 | Callao                  | Lima Metropolitana | Callao         | 406 686    |
| 070106 | Ventanilla              | Lima Metropolitana | Callao         | 398 017    |
| 010102 | Asuncion                | (geen)             | Chachapoyas    | 287        |
| 010303 | Churuja                 | (geen)             | Bongará        | 268        |
| 150725 | San Pedro de Huancayre  | (geen)             | Huarochirí     | 244        |
| 040807 | Quechualla              | (geen)             | La Unión       | 226        |
| 010121 | Sonche                  | (geen)             | Chachapoyas    | 218        |
| 010308 | Recta                   | (geen)             | Bongará        | 201        |
| 050809 | San José de Ushua       | (geen)             | Páucar del Sar | 177        |
| 151013 | Huampara                | (geen)             | Yauyos         | 172        |
| 230204 | Curibaya                | (geen)             | Candarave      | 172        |

De jongste districten zijn (met hun provincia): Los Chankas (Chincheros), Megantoni (La Convención), Oronccoy (La Mar), San Miguel (San Román) en Santo Domingo de Anda (Leoncio Prado). In 2017 komt daar - zeer waarschijnlijk - nog bij: Huaycán (Lima).